# Paul Henrichs
Paul Henrichs (* 3. Januar 1882 in Aachen; † 7. November 1962) war ein deutscher Industriemanager.

## Leben
Im Anschluss an das Abitur absolvierte Henrichs ab 22. März 1901 eine kaufmännische Lehre bei dem Unternehmen Carl Zeiss in Jena. Nach Ausbildung im In- und Ausland übernahm er als 24-Jähriger die Zweigniederlassung der Firma in London. In den Jahren nach dem Ersten Weltkrieg oblag ihm der Aufbau der internationalen und nationalen Vertriebsorganisation. Zum 1. Oktober 1926 trat er in Geschäftsführung von Carl Zeiss ein, zum 20. Juli 1934 wurde er zudem Mitglied der Geschäftsleitung bei der Jenaer Glaswerk Schott & Gen. Von 31. August 1941 an war er Bevollmächtigter der Carl-Zeiss-Stiftung.
Nach der Enteignung der Produktionsanlagen von Carl Zeiss in Jena und dem Wiederaufbau des Unternehmens am neuen Produktionsstandort im württembergischen Oberkochen wurde Henrichs 1948 Mitglied der Zeiss-Opton Optische Werke Oberkochen GmbH.
Darüber hinaus war er Vorsitzender des Aufsichtsrates der Zeiss Ikon AG in Stuttgart und der Emil Busch AG in Göttingen, stellvertretender Aufsichtsratsvorsitzender der M. Hensoldt & Söhne Optische Werke AG in Wetzlar, der Deutschen Spiegelglas AG in Grünenplan und der Vereinigten Farbenglaswerke AG in Zwiesel, sowie Aufsichtsratsmitglied der Gerling-Lebensversicherungs AG und der Friedrich-Wilhelm-Lebensversicherungsgesellschaft in Köln. Dem Vorstand des Verbandes der Deutschen Feinmechanischen und Optischen Industrie gehörte er als Ehrenmitglied an.

## Auszeichnungen
- Dezember 1951: Großes Bundesverdienstkreuz[1]
- 24. Juli 1952: Ehrendoktor der Eberhard Karls Universität Tübingen